# Jerry Riordan
Jeremiah James "Jerry" Riordan, född 20 augusti 1957 i Rhode Island, är en amerikansk travtränare. Sedan 2014 är han verksam vid Halmstadtravet i Sverige. Tidigare har han varit verksam i Italien och hemlandet USA. Han har tränat flera framgångsrika travhästar, bland andra Lisa America, Treasure Kronos, Twister Bi, Ringostarr Treb, Aetos Kronos, Zarenne Fas och Gareth Boko.

## Biografi
Jerry Riordan föddes den 20 augusti 1957 i delstaten Rhode Island, men växte upp i Massachusetts. Han studerade vid Chicopee Comprehensive High School i Chicopee och tog studenten 1975. Därefter fortsatte han sina studier vid Bridgewater State University i Bridgewater, Massachusetts. Han avlade kandidatexamen (B.S.) i historia 1979. Han hade tidigt intresse ett för travsport, och samma år som han tog examen köpte han sin första travhäst.
Efter studierna arbetade han en tid som hästskötare vid Roosevelt Raceway i Westbury, New York. Han började sedan arbeta för Bill Vaughn i Florida, där han var skötare till Chiola Hanover med vilken han reste till Sverige och Solvalla för att delta i Elitloppet 1980. Efter tiden hos Vaughn värvades han 1983 till travtränare Chuck Sylvester, som tränade bland annat världsstjärnan Mack Lobell. Han arbetade hos Sylvester fram till 1989, då han lämnade samarbetet för att istället starta en egen tränarverksamhet i delstaten New York. Han tilldelades utmärkelsen "Rising Star Award" 1990 av United States Harness Writers Association. Året därpå vann han Yonkers Trot som tränare till Crown's Invitation.
Riordan flyttade hela sin tränarverksamhet till Italien 1994. Under början av 2010-talet var hans stora stjärnhäst Lisa America, som vann storlopp som Oslo Grand Prix, Åby Stora Pris och Sundsvall Open Trot. Sedan 2014 är Riordans tränarverksamhet belägen i Halmstad i Sverige, med Halmstadtravet som hemmabana. Under tiden i Halmstad har han haft stora framgångar med hästar som Treasure Kronos, Rod Stewart, Twister Bi, Vamp Kronos och Ringostarr Treb.
Riordans häst Twister Bi, körd av Christoffer Eriksson, segrade i International Trot på Yonkers Raceway i New York den 14 oktober 2017. Segern togs på tiden 1.10,7 över 2011 meter, vilket innebar nytt världsrekord över medeldistans på 800 meters bana.
Riordan tog sin hittills (2018) största tränarseger den 27 maj 2018 när hans Ringostarr Treb, körd av Wilhelm Paal, segrade i årets upplaga av världens största sprinterlopp Elitloppet på Solvalla. Segern togs tiden 1.09,0, vilket var en tangering av löpningsrekordet (satt av Timoko 2017) i en final av Elitloppet.

## Dopningsanklagelser
I slutet av oktober 2021 anklagades Riordan av en tidigare anställd för så kallad "slangning". Det fanns även fotografier där Riordan utförde behandlingen. Vid slangning stoppas en slang ner direkt till hästens magsäck. Enligt reglementet måste slangning alltid skes då veterinär är närvarande. Riordan mötte anklagelserna med att allt varit helt lagligt, en veterinär varit närvarande, samt att de endast gett hästarna vatten och elektrolyter då de inte druckit tillräckligt.

## Segrar i större lopp

### Grupp 1-lopp
| År   | Lopp                           | Häst               | Kusk                 |
| ---- | ------------------------------ | ------------------ | -------------------- |
| 1991 | Yonkers Trot                   | Crown's Invitation | Michel Lachance      |
| 1996 | Copenhagen Cup                 | Triple T Storm     | Joseph Verbeeck      |
| 1999 | Gran Premio Orsi Mangelli      | Zambesi Flash      | Pietro Gubellini     |
| 2006 | Gran Premio Lotteria           | Malabar Circle Ås  | Andrea Guzzinati     |
| 2009 | Gran Premio d'Europa           | Lisa America       | Andrea Guzzinati     |
| 2010 | Oslo Grand Prix                | Lisa America       | Jorma Kontio         |
| 2010 | Åby Stora Pris                 | Lisa America       | Torbjörn Jansson     |
| 2010 | Sundsvall Open Trot            | Lisa America       | Torbjörn Jansson     |
| 2013 | Ulf Thoresens Minneslopp       | Rod Stewart        | Kenneth Haugstad     |
| 2014 | E3-final (korta), ston         | Sheava Vik         | Johan Untersteiner   |
| 2015 | Breeders' Crown, 3-åriga ston  | Treasure Kronos    | Christoffer Eriksson |
| 2016 | Critérium Continental          | Treasure Kronos    | Christoffer Eriksson |
| 2017 | Prix d'Etain Royal             | Twister Bi         | Christoffer Eriksson |
| 2017 | Oslo Grand Prix                | Twister Bi         | Christoffer Eriksson |
| 2017 | Hugo Åbergs Memorial           | Ringostarr Treb    | Wilhelm Paal         |
| 2017 | Ulf Thoresens Minneslopp       | Twister Bi         | Christoffer Eriksson |
| 2017 | Sundsvall Open Trot            | Ringostarr Treb    | Wilhelm Paal         |
| 2017 | Europeiskt treåringschampionat | Vamp Kronos        | Björn Goop           |
| 2017 | International Trot             | Twister Bi         | Christoffer Eriksson |
| 2018 | Olympiatravet                  | Ringostarr Treb    | Wilhelm Paal         |
| 2018 | Elitloppet                     | Ringostarr Treb    | Wilhelm Paal         |
| 2018 | E3-final (korta), h/v          | Betting Gangster   | Carl Johan Jepson    |
| 2019 | E3-final (långa), h/v          | Aetos Kronos       | Örjan Kihlström      |
| 2019 | Hugo Åbergs Memorial           | Ringostarr Treb    | Wilhelm Paal         |
| 2019 | E3-final (korta), h/v          | Aetos Kronos       | Johan Untersteiner   |
| 2019 | Grosser Preis von Deutschland  | Zarenne Fas        | Rikard N. Skoglund   |
| 2020 | Konung Gustaf V:s Pokal        | Aetos Kronos       | Johan Untersteiner   |
| 2020 | E3-final (korta), ston         | Globalizer         | Stefan Persson       |
| 2021 | Jubileumspokalen               | Aetos Kronos       | Magnus A. Djuse      |
| 2022 | E3-final (korta), ston         | Dea Grif           | Santtu Raitala       |

### Grupp 2-lopp
| År   | Lopp                        | Häst            | Kusk                 |
| ---- | --------------------------- | --------------- | -------------------- |
| 2006 | Fyraåringseliten            | Frullino Jet    | Jorma Kontio         |
| 2015 | Premio Going Kronos         | Tango Negro     | Peter Ingves         |
| 2016 | Habibs Minneslopp           | Twister Bi      | Jeppe Juel           |
| 2016 | Energima Cup                | Rod Stewart     | Björn Goop           |
| 2016 | Stosprintern                | Treasure Kronos | Christoffer Eriksson |
| 2016 | Axel Jensens Minneslopp     | Twister Bi      | Christoffer Eriksson |
| 2018 | Stosprintern                | Vamp Kronos     | Björn Goop           |
| 2019 | Treåringseliten             | Aetos Kronos    | Johan Untersteiner   |
| 2019 | Axel Jensens Minneslopp     | Zarenne Fas     | Rikard N. Skoglund   |
| 2020 | Solvalla Grand Prix         | Aetos Kronos    | Magnus A. Djuse      |
| 2021 | H.K.H. Prins Daniels Lopp   | Gareth Boko     | Magnus A. Djuse      |
| 2021 | Gulddivisionens final, dec  | Gareth Boko     | Magnus A. Djuse      |
| 2023 | Gulddivisionens final, mars | Aetos Kronos    | Magnus A. Djuse      |

### Övriga
| År   | Lopp                                 | Häst              | Kusk                 |
| ---- | ------------------------------------ | ----------------- | -------------------- |
| 2009 | Prix de Milan                        | Lisa America      | Andrea Guzzinati     |
| 2013 | Prix Léopold Verroken                | Rod Stewart       | Jean-Michel Bazire   |
| 2014 | Diamantstoets final, sept            | Caddie Girl       | Veijo Heiskanen      |
| 2015 | Prix d'Orthez                        | Sylvester America | Björn Goop           |
| 2015 | Prix d'Issoire                       | Saphire Bi        | Björn Goop           |
| 2016 | Prix Cagnes-sur-Mer                  | Tango Negro       | Björn Goop           |
| 2016 | Breeders' Crown, 2-åriga             | Vanquish Kronos   | Thomas Uhrberg       |
| 2017 | Prix de la Mayenne                   | Twister Bi        | Björn Goop           |
| 2017 | Margaretas Tidiga Unghästserie, juni | Vamp Kronos       | Christoffer Eriksson |
| 2017 | Prix Emile Wendling                  | Vamp Kronos       | Björn Goop           |
| 2018 | Giant Diablos Lopp                   | Shadow Gar        | Christoffer Eriksson |
| 2020 | Diamantstoets final, feb             | Aura S.L.         | Jorma Kontio         |
| 2020 | Klass II final, juni                 | Bordeaux S.       | Magnus A. Djuse      |
| 2022 | Treåringseliten för ston             | Dea Grif          | Matthieu Abrivard    |